# Argelès-Bagnères
Argelès-Bagnères település Franciaországban, Hautes-Pyrénées megyében. Lakosainak száma 103 fő (2022. január 1.). Argelès-Bagnères Cieutat, Bagnères-de-Bigorre, Castillon, Mérilheu és Uzer községekkel határos.

## Népesség
A település népességének változása:
| Lakosok száma | 117  | 119  | 110  | 106  | 105  | 103  | 102  | 103  |
|               | 2013 | 2015 | 2017 | 2018 | 2019 | 2020 | 2021 | 2022 |